# Crack a Bottle
Singles de Eminem
Jimmy Crack Corn
(2007) We Made You
(2009)
Singles par Dr. Dre
Set It Off (Remix)
(2008) Old Time's Sake
(2009)
Singles par 50 Cent
I Get It In
(2009) Mujeres in the Club
(2009)
Pistes de Relapse
Beautiful Steve Berman (skit)
Crack a Bottle est une chanson du rappeur Eminem, en collaboration avec Dr. Dre et 50 Cent, produite par Dr. Dre, et sortie en 2009 par Interscope Records. C'est le 1er single extrait de Relapse, le sixième album studio d'Eminem.

## Historique
La chanson a été terminée fin 2008, mais cela n'a pas empêché son succès ultérieur en Amérique anglo-saxonne. Crack a Bottle est immédiatement placée en tête des classements de musique simple au Canada et aux États-Unis, dans ce dernier, après avoir enregistré des ventes record au cours de sa première semaine de sortie officielle dans le pays.
Shad Reed de Billboard a écrit que Crack a Bottle marque un grand retour du rappeur Eminem, car pour lui, sa compétence reste « l'une des meilleures dans le hip-hop ».

## Sample
Le morceau utilise un sample de Mais dans la lumière de Mike Brant, déjà utilisé par d'autres rappeurs, notamment Aesop Rock sur le titre Preservation tiré de Think Differently Music Presents-Wu-Tang Meets the Indie Culture.

## Clip
En interview sur MTV, 50 Cent explique qu'un clip animé était prévu pour Crack a Bottle, dont la production est prévue en même temps que celle de I Get It In de 50 Cent. En février, Paul Rosenberg — manager d'Eminem — poste sur son blog un court du clip de Crack a Bottle. On y voit une personne sans-abri tenant une bouteille d'alcool dans un sac en papier marron. Paul Rosenberg ajoute que la vidéo a été réalisée par Syndrome et sera dévoilée dans les prochains semaines. On peut apercevoir de brefs extraits sur un écran de télévision dans un autre clip d'Eminem, 3 a.m., également dirigé par Syndrome. En mai 2009, une version non finalisée de la viséo est publiée sur le site TheRelapse.com, uniquement avec le refrain et le couplet d'Eminem. Plus tard le même jour, la vidéo du couplet de 50 Cent apparait sur son site (ThisIs50.com) avant d'être ajouté à la vidéo de therelapse.com. En juin 2009, Ca$his poste sur Twitter la vidéo dans laquelle il apparait, contrairement aux interprètes de la chanson qui n'y sont pas présents. La vidéo est officiellement publiée sur la chaîne YouTube d'Eminem le 1er août 2022, quelques jours avant la sortie de la compilation Curtain Call 2.

## Classements
| Classement / pays (2009)             | Meilleure position |
| ------------------------------------ | ------------------ |
| Australie ARIA Charts                | 18                 |
| Autriche Top 40                      | 41                 |
| Belgique Ultratop 50 (Flandre)       | 39                 |
| Canadian Hot 100                     | 1                  |
| Danemark                             | 28                 |
| Pays-Bas Top 100                     | 54                 |
| Irlande                              | 6                  |
| Nouvelle-Zélande RIANZ Singles Chart | 6                  |
| Norvège                              | 5                  |
| Suède Sverigetopplistan              | 9                  |
| Suisse                               | 4                  |
| Turquie                              | 4                  |
| UK Singles Chart                     | 3                  |
| UK R&B Chart                         | 1                  |
| Billboard Hot 100                    | 1                  |
| Billboard Hot R&B/Hip-Hop Songs      | 60                 |
| Billboard Hot Rap Tracks             | 4                  |
| Billboard Pop 100                    | 1                  |